# 韋斯特布魯克星雲
韋斯特布魯克星雲 (CRL 618) 是一個非球形的原行星狀星雲，它是由一顆已經經過紅巨星階段，和已經停止核心核融合的一顆恆星形成的天體。這顆恆星隱藏在星雲的中心，並以超過200Km/S的速度拋出氣體和塵埃。這個星雲以1975年逝世的威廉 E. 韋斯特布魯克之名命名。
這個星雲大約於200年前開始形成，主要由氣體的分子組成。星雲較外層的部分是當恆星在漸近巨星分支階段噴出的氣體和快速的雙極噴流交互作用的結果，瓣與視線傾斜大約24°。輻射出的能量來自星雲核心的恆星被散射的光，包圍在恆星周圍緻密的電離氫區發射的光，和在瓣中被激波激發的氣體。
核心的恆星被認為是光譜為B0，亮度為太陽的12,200倍。